# Copa Rous 1985
La Copa Rous 1985 fue la primera edición del torneo, inicialmente establecido para continuar el entonces tradicional juego anual entre los rivales Inglaterra y Escocia después de la desaparición del British Home Championship.
La copa fue ganada por Escocia, que derrotó a Inglaterra por 1-0 en el partido, disputado el 25 de mayo de 1985. Esta sería la única vez que Escocia podría levantar la Copa Rous durante su corta existencia de 5 años.

## Detalles del partido
| 25 de mayo de 1985, 15:00 | Escocia   | 1:0 (0:0) | Inglaterra | Hampden Park, Glasgow                                                |                                                                      |
|                           | Gough 69' |           |            | Asistencia: 66.439 espectadores Árbitro(s): Michel Vautrot (Francia) | Asistencia: 66.439 espectadores Árbitro(s): Michel Vautrot (Francia) |

| Predecesor: ninguno | Copa Rous I edición | Sucesor: Copa Rous 1986 |

- Datos: Q4582503